# Арнолд III ван Дист
Арнолд III ван Дист (на немски: Arnold III van Diest; † сл. 1193) от род Дист от белгийската провинция Фламандски Брабант, е господар в Дист.

## Произход
Той е син на Арнолд II фон Дист († 1163), губернатор на Брабант, и съпругата му Хелвига ван Гримберген († сл. 1163). Брат е на Герхард фон Дист († сл. 1193). Роднина е на Еверхард фон Дист († 5 април 1301), епископ на Мюнстер (1275 – 1301), с младата линия на фамилията фон Куик, графовете на Ритберг и Зигфрид фон Вестербург († 7 април 1297), архиепископ на Кьолн (1275 – 1297).
Шефовете на фамилията са дълго време бургграфове (вицекомтове) на Антверпен.

## Фамилия
Арнолд III ван Дист се жени ок. 1160 г. за Клеменция ван Весемаеле. Те имат един син:
- Арнолд IV фон Дист († сл. 1230), женен за Алхайдис/Алайдис фон Хенгенбах († 1233/1250), дъщеря на Еберхард II фон Хенгенбах и Юдит (Юта) фон Юлих, наследничка на Юлих[2]